# Nephrolepis acutifolia
Nephrolepis acutifolia är en spjutbräkenväxtart som först beskrevs av Nicaise Augustin Desvaux, och fick sitt nu gällande namn av Christ. Nephrolepis acutifolia ingår i släktet Nephrolepis och familjen Nephrolepidaceae. Inga underarter finns listade.